# Liste von Söhnen und Töchtern der Stadt Bordeaux
Die folgende Liste enthält in Bordeaux geborene Persönlichkeiten, chronologisch aufgelistet nach dem Geburtsjahr. Die Liste erhebt keinen Anspruch auf Vollständigkeit.

## In Bordeaux geborene Persönlichkeiten

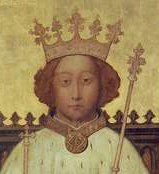
Richard II. von England

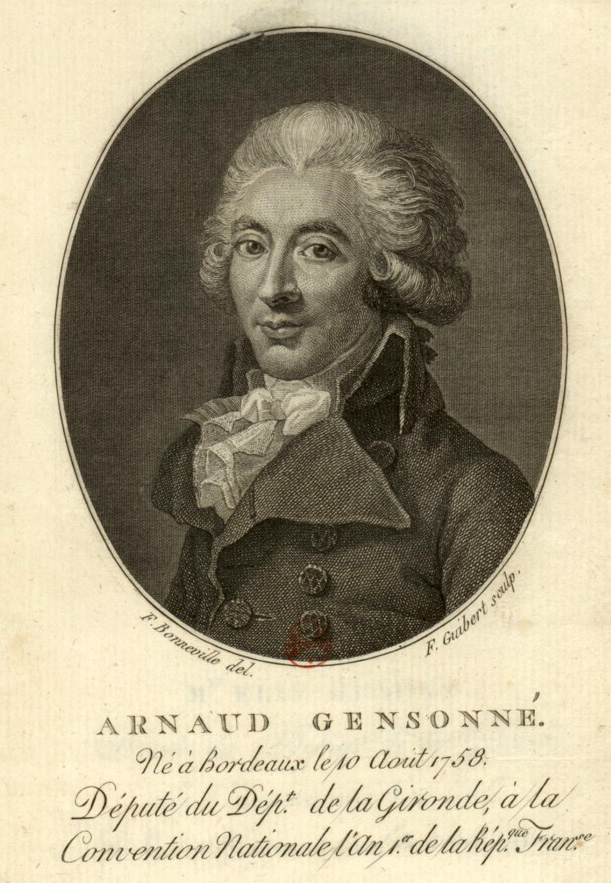
Armand Gensonné

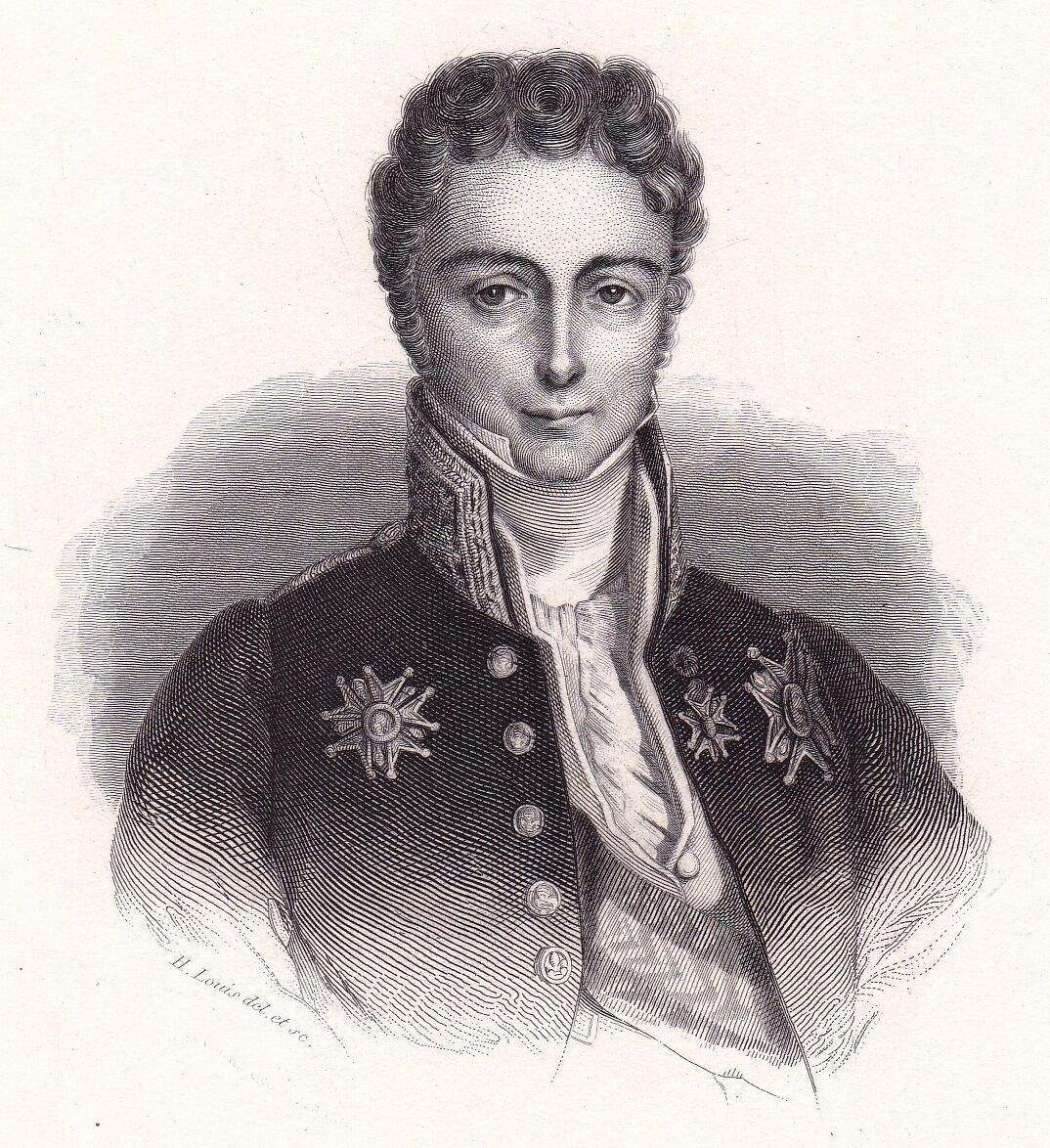
Jean-Baptiste Sylvère Gay, vicomte de Martignac

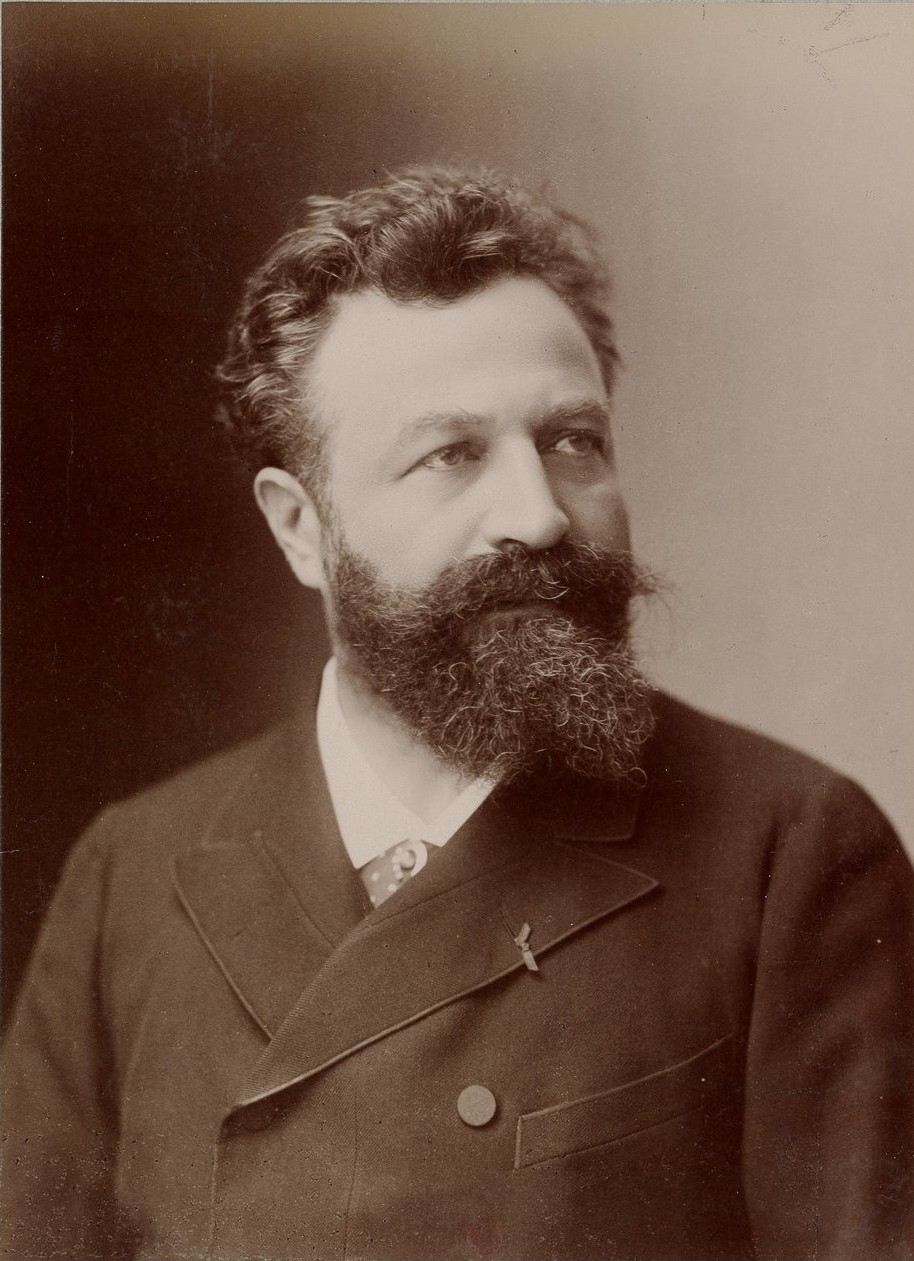
Édouard Colonne

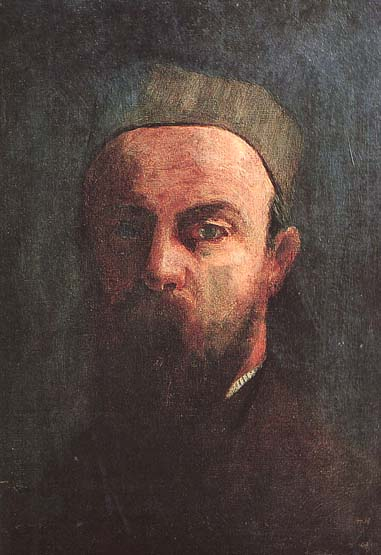
Odilon Redon

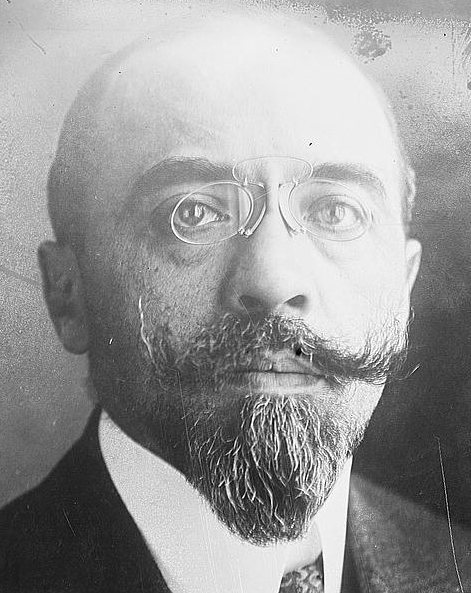
Albert Sarraut

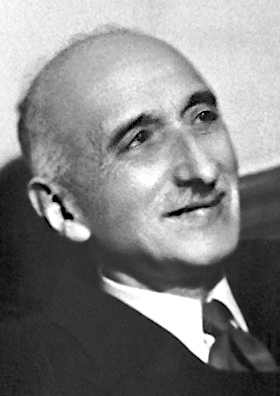
François Mauriac

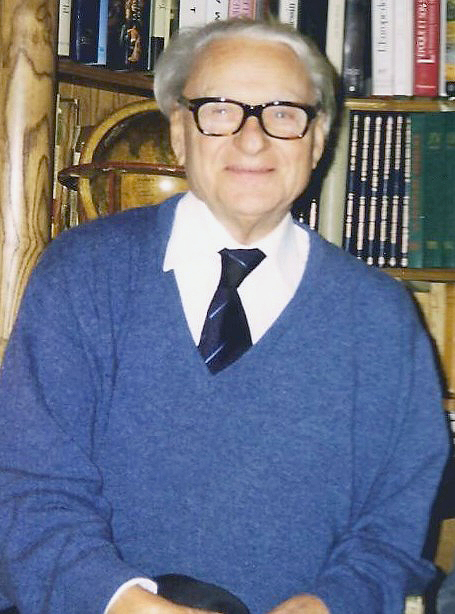
René Clément

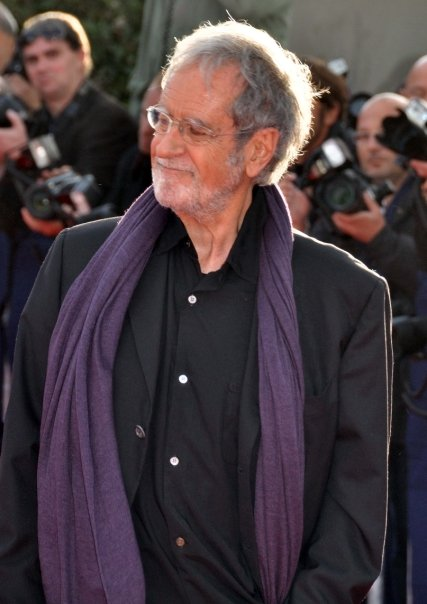
Édouard Molinaro

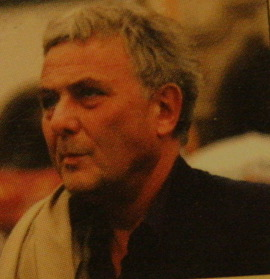
Philippe Sollers

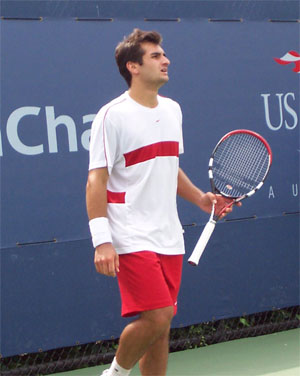
Florent Serra

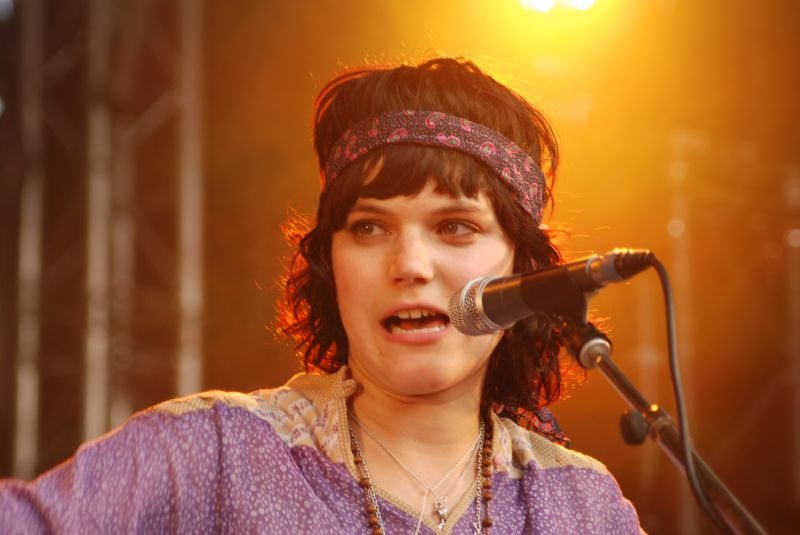
SoKo

### Bis 1750
- Paulinus von Nola (~354–431), Bischof und Schriftsteller
- Austindus (~1000–1068), Erzbischof von Auch
- Richard II. (1367–1400), König von England
- Paul de la Barthe, seigneur de Thermes (1482–1562), Heerführer und Marschall von Frankreich
- Isaac de La Peyrère (1596–1676), Diplomat
- Jean-Joseph Surin (1600–1665), Jesuit und Mystiker
- François-Henri Salomon de Virelade (1620–1670), Jurist, Oberregierungspräsident, neulateinischer Autor und Mitglied der Académie française
- Henri de Nesmond (1644–1727), Erzbischof von Toulouse und Mitglied der Académie française
- Joseph-François Lafitau (1681–1746), Jesuit, Ethnologe und Missionar
- Jean-Baptiste Barrière (1707–1747), Cellist und Komponist
- Joseph Black (1728–1799), schottischer Physiker und Chemiker
- Pierre Gaviniès (1728–1800), Violinist und Komponist
- André Daniel Laffon de Ladébat (1746–1829), Finanzier, Politiker und Philanthrop
- Raymond de Sèze (1748–1828), Jurist
- Friedrich Metzler (1749–1825), deutscher Bankier und Mäzen

### 1751 bis 1800
- Armand Gensonné (1758–1793), Politiker
- Antoine Charles Horace Vernet (1758–1836), Maler
- Bertrand Andrieu (1761–1822), Graveur und Medaillist
- Pierre-Jean Garat (1762–1823), Sänger
- Bernard Sarrette (1765–1858), Dirigent und Musikpädagoge
- Martin Bossange (1766–1865), Buchhändler
- Jean-Jacques Magendie (1766–1835), Offizier
- Joseph Henri Joachim Lainé (1768–1835), Staatsmann
- Étienne Marie Antoine Champion de Nansouty (1768–1815), General
- Jean Boudet (1769–1809), General
- Louis-Marie-Charles Mercier Dupaty (1771–1825), Bildhauer
- Pierre Bernard Milius (1773–1829), Marineoffizier und Kolonialgouverneur
- Jean Marie Thérèse Doazan (1774–1839), Präfekt des Département de Rhin-et-Moselle
- Pierre Rode (1774–1830), Violinist
- Jean-Baptiste Gay, vicomte de Martignac (1778–1832), Staatsmann und Innenminister
- François Magendie (1783–1855), Physiologe
- Polly Cuninghame (1785–1837), Balletttänzerin
- Jean Alaux (1786–1864), Maler
- Jacques-Henri Wustenberg (1790–1865), Kaufmann
- Pierre-Bienvenu Noailles (1793–1861), Priester
- Pierre Armand Dufau (1795–1877), Publizist und Volkswirt
- Olinde Rodrigues (1795–1851), Mathematiker, Bankier und Sozialreformer
- Pierre-Mathieu Ligier (1796–1872), Schauspieler
- Armand-Jacques-Achille Leroy de Saint-Arnaud (1796–1854), Staatsmann und Militär
- Émile Pereire (1800–1875), Bankier und Industrieller

### 1801 bis 1850
- Edouard Bénazet (1801–1867), deutscher Unternehmer
- Charles Fuchs (1803–1874), Lithograph und Fotograf
- Jean-Baptiste-Louis Guiraud (1804–1864), Komponist, Geiger und Musikpädagoge
- Isaac Pereire (1806–1880), Bankier und Industrieller
- Narcisso Virgilio Díaz de la Peña (1807–1876), Maler
- Auguste Nicolas (1807–1888), Jurist und Autor
- Oscar Gué (1809–1877), Historien- und Genremaler
- Bernard Jabouin (1810–1889), Bildhauer
- Louis Eduard Ichon (1811–1890), deutscher Unternehmer
- Henri Justamant (1815–1890), Tänzer, Choreograf und Ballettmeister
- Jules-Auguste Hovyn de Tranchère (1816–1898), Politiker
- Edmond Boulbon (1817–1883), Trappist und Prämonstratenserabt
- Antoine-Émile Plassan (1817–1903), Maler
- Armand Heine (1818–1883), Bankier
- Thelma Herdlitz (1818–1896), Bühnenschauspielerin
- Charles Lévêque (1818–1900), Philosoph
- Jean Baptiste Fauvelet (1819–1883), Genremaler, Lithograf und Kunstpädagoge
- Michael Heine (1819–1904), Bankier und Geschäftsmann
- Anna Cora Mowatt (1819–1870), US-amerikanische Autorin, Dramatikerin und Schauspielerin
- Rosa Bonheur (1822–1899), Tiermalerin
- Daniel Iffla (1825–1907), Börsenspekulant und Mäzen
- Eugénie de Santa-Coloma (1827–1895), Sängerin und Komponistin
- André Henri Dargelas (1828–1906), Genremaler
- Jean-Ferdinand Chaigneau (1830–1906), Maler
- Hortense Schneider (1833–1920), Operettendiva
- Charles Lamoureux (1834–1899), Dirigent und Violinist
- Albert Brandenburg (1835–1886), Jurist, Bürgermeister der Stadt Bordeaux
- Édouard Colonne (1838–1910), Dirigent
- Albert Decrais (1838–1915), Jurist, Verwaltungsbeamter, Diplomat und Politiker
- Georges Rayet (1839–1906), Astronom
- Odilon Redon (1840–1916), Maler
- Catulle Mendès (1841–1909), Schriftsteller und Dichter
- Léon Valade (1841–1883), Schriftsteller
- William Chaumet (1842–1903), Komponist der Romantik
- Pierre de Coulevain (1853–1927), Schriftstellerin
- Franz Schrader (1844–1924), Geograph, Alpinist, Kartograph und Maler
- Paul Taffanel (1844–1908), Flötist und Komponist
- François-Adolphe Grison (1845–1914), Landschafts-, Porträt- und Genremaler
- Georges de Porto-Riche (1849–1930), Dramatiker und Romancier
- Ernest Roche (1850–1917), Politiker

### 1851 bis 1900
- Alexandre Darracq (1855–1931), Unternehmer
- Jean Fernand-Lafargue (1856–1903), Schriftsteller
- Maurice Renaud (1861–1933), Sänger
- Léopold Lafleurance (1865–1953), Flötist und Hochschullehrer
- André Hekking (1866–1925), Cellist
- Eugène Goossens (1867–1958), Dirigent und Violinist
- Sylvain Eugène Raynal (1867–1939), Militäroffizier
- Pierre Pratviel (1868–1953), Turner
- Charles Tournemire (1870–1939), Organist und Komponist
- Octave Salzard (1871–1934), Turner
- Pierre Lafitte (1872–1938), Verleger und Journalist
- Albert Sarraut (1872–1962), Jurist und Politiker
- Georges Cassignard (1873–1893), Bahnradsportler
- Jean Roger-Ducasse (1873–1954), Komponist
- Gabriel Déjean (1875–?), Turner
- Albert Marquet (1875–1947), Maler
- Georges Barrère (1876–1944), Flötist
- Raoul Laparra (1876–1943), Komponist
- Gustave Samazeuilh (1877–1967), Komponist und Musikkritiker
- Jean Pradairol (1878–1965), Turner
- René Prioux (1879–1953), Heeresoffizier
- Joseph-Ermend Bonnal (1880–1944), Komponist und Organist
- Jacques Thibaud (1880–1953), Violinist
- Julien-Fernand Vaubourgoin (1880–1952), Organist, Komponist und Musikpädagoge
- Pierre Bodard (1881–1937), Maler
- Gabriel Petisné (1881–1931), Beamter
- Gunnar Gundersen (1882–1943), australischer Mathematiker, Hochschullehrer und Schachspieler
- Fernand Gonder (1883–1969), Leichtathlet
- Joseph Vuillemin (1883–1963), Generalstabschef der Luftstreitkräfte
- Joseph Bonnet (1884–1944), Organist, Komponist und Musikpädagoge
- Adrien Marquet (1884–1955), Bürgermeister, Staatsminister und Innenminister
- André Lhote (1885–1962), Maler, Bildhauer, Kunsttheoretiker und -lehrer
- Emmanuel Sougez (1889–1972), Fotograf und Autor
- Pierre Chareau (1883–1950), Architekt, Innenarchitekt und Musiker
- François Mauriac (1885–1970), Schriftsteller
- Jean-François Blanchy (1886–1960), Tennisspieler
- Jacques Rivière (1886–1925), Schriftsteller
- Gustave Alaux (1887–1965), Maler, Illustrator, Graveur und Dekorateur
- Jean Odin (1889–1975), Politiker
- Jean Samazeuilh (1891–1965), Tennisspieler
- Edy Legrand (1892–1970), Maler
- Robert Gaden (1893–1985), Geiger
- Louis Beydts (1895–1953), Komponist
- Pierre Bonny (1895–1944), Polizist und Kollaborateur
- Roger Camuzet (1895–1983), Unternehmer, Politiker und Autorennfahrer
- Fritz Nonnenbruch (1895–1945), nationalsozialistischer Journalist und Propagandist
- Roger Léonard (1898–1987), Verwaltungsbeamter
- Georges Capdeville (1899–1991), Fußballschiedsrichter
- Jean Piaubert (1900–2002), Maler und Grafiker

### 1901 bis 1950
- Henri Sauguet (1901–1989), Komponist
- Jean Rebeyrol (1903–1975), Schwimmer
- Miriam Astruc (1904–1963), Archäologin
- Jean Carrive (1904–1963), Autor, Dichter und Übersetzer
- Jacques Faure (1904–1988), Skisportler
- Raymond Lussan (1904–1994), Autorennfahrer
- Mireille Perrey (1904–1991), Theater- und Filmschauspielerin
- Louis-Jean Guyot (1905–1988), Erzbischof von Toulouse
- Jules Ladoumègue (1906–1973), Leichtathlet
- Jean Orieux (1907–1990), Schriftsteller
- Marc Augier (1908–1990), Schriftsteller, Abenteurer und Alpinist
- Jean Anouilh (1910–1987), Autor
- Jean Cayrol (1911–2005), Dichter, Essayist und Romancier
- Jéhan Buhan (1912–1999), Florettfechter
- Jacques Ellul (1912–1994), Soziologe und Theologe
- Pierre Skawinski (1912–2009), Leichtathlet
- René Clément (1913–1996), Filmregisseur
- Danielle Darrieux (1917–2017), Film- und Theaterschauspielerin
- Daniel Cordier (1920–2020), Widerstandskämpfer, Kunsthändler, Historiker und Autor
- Dominique Piéchaud (1922–2011), Bildhauer und Medailleur
- Maurice Baillet (1923–1998), katholischer Geistlicher, Bibelwissenschaftler und Epigraphiker
- Didier Poissant (1923–2021), Regattasegler
- Roger Cayrel (1925–2021), Astronom
- Gérard Calvet (1927–2008), Klostergründer und Abt
- David Diop (1927–1960), senegalesischer Dichter
- Jean Aubain (1928–2015), Komponist und Musikpädagoge
- Jean-Michel Damase (1928–2013), Pianist und Komponist
- Édouard Molinaro (1928–2013), Regisseur und Drehbuchautor
- Gérard Sendrey (1928–2022), Verwaltungsbeamter
- Bob Denard (1929–2007), französisch-komorischer Söldnerführer
- Jean-Joseph Sanfourche (1929–2010), Maler
- Maurice Verdeun (1929–2014), Bahnradsportler
- Georges Descrières (1930–2013), Schauspieler
- Claire Etcherelli (1931–2023), Schriftstellerin
- Paul Bracq (* 1933), Automobildesigner
- René-Jean Jacquet (1933–1993), Fußballspieler
- Philippe Capdenat (* 1934), Komponist und Musikpädagoge
- François Bacqué (1936–2023), römisch-katholischer Erzbischof und Diplomat des Heiligen Stuhls
- Geneviève Fontanel (1936–2018), Theater- und Filmschauspielerin
- Ylipe (1936–2003), Karikaturist und Maler
- Boris Cyrulnik (* 1937), Neurologe, Psychiater und Ethologe
- Yves Daudet (* 1940), Jurist
- Jean-Luc Nancy (1940–2021), Philosoph der Phänomenologie
- François Jauffret (* 1942), Tennisspieler
- Johannes von Charioupolis (* 1942), Exarch der orthodoxen Gemeinden russischer Tradition in Westeuropa
- Serge Lama (* 1943), Chanson-Sänger und -Songschreiber
- Jean-Louis Tauran (1943–2018), Kurienkardinal
- Anne-Marie Garat (1946–2022), Schriftstellerin und Dozentin für Film und Fotografie
- Ric Grech (1946–1990), Rockmusiker
- Roger Mirmont (* 1946), Schauspieler
- Alain Couderc (1947–2020), Autorennfahrer
- Bernard Ardura (* 1948), Ordensgeistlicher und Kirchenhistoriker

### 1951 bis 2000
- Jean-Marie Laclavetine (* 1954), Lektor, Schriftsteller und Übersetzer
- Jean Teulère (* 1954), Vielseitigkeitsreiter
- Jean-François Domergue (* 1957), Fußballspieler und -trainer
- Frédéric Druot (* 1958), Architekt
- Brigitte Latrille-Gaudin (* 1958), Fechterin
- Francis Castaing (* 1959), Radrennfahrer
- Myriam Cottias (* 1960), Historikerin
- Gérald Caussé (* 1963), Präsidierender Bischof der Kirche Jesu Christi der Heiligen der Letzten Tage
- Marcel Escure (* 1963), Diplomat
- Loïc Courteau (* 1964), Tennisspieler und -trainer
- José Cubero Sánchez (1964–1985), spanischer Torero
- Bruno Marie-Rose (* 1965), Sprinter
- Pierre Palmade (* 1968), Schauspieler und Komiker
- Catherine Delaunay (* 1969), Jazzmusikerin
- Bénédicte Dorfman-Luzuy (* 1970), Ruderin
- Didier Lasserre (* 1971), Jazz- und Improvisationsmusiker
- Frédéric Blondy (* 1973), Jazz- und Improvisationsmusiker
- Stéphanie Cano (* 1974), Handballspielerin
- Mélanie Coste (* 1976), Pornodarstellerin
- Isha Sesay (* 1976), amerikanische Fernsehjournalistin
- Frédéric Krantz (* 1978), Sprinter
- Stéphanie Possamaï (* 1980), Judoka
- Boris Sanson (* 1980), Fechter
- Florent Serra (* 1981), Tennisspieler
- Grégory Bourdy (* 1982), Profigolfer
- Kamel Chafni (* 1982), Fußballspieler
- Marc Planus (* 1982), Fußballspieler
- Lucenzo (* 1983), portugiesischer Rapper und Sänger
- Fabien Patanchon (* 1983), Radrennfahrer
- Jonathan Ayité (* 1985), Fußballspieler
- Yannick Marie (* 1985), Bahn- und Straßenradrennfahrer
- Benoît Trémoulinas (* 1985), Fußballspieler
- SoKo (* 1985), Sängerin und Schauspielerin
- Sarah Steyaert (* 1986), Seglerin
- Kenny de Schepper (* 1987), Tennisspieler
- Pierre Ducasse (* 1987), Fußballspieler
- Lucrèce Andreae (* 1988), Animationsfilmerin und Comiczeichnerin
- Floyd Ayité (* 1988), französisch-togoischer Fußballspieler
- Benjamin Macé (* 1989), Shorttracker und Eisschnellläufer
- Marion Maubon (* 1989), Handballspielerin
- Amath M’Baye (* 1989), Basketballspieler
- Alexianne Castel (* 1990), Schwimmerin
- Lou de Laâge (* 1990), Schauspielerin
- Jessie Volt (* 1990), Pornodarstellerin
- Alice Isaaz (* 1991), Schauspielerin
- Amandine Guérin (* 1993), Fußballspielerin
- Mathilde Tantot (* 1994), französisch-persische Influencerin, Model und Schauspielerin
- Marilyn Lima (* 1995), Schauspielerin
- Maroussia Paré (* 1996), Sprinterin
- Solène Ndama (* 1998), Siebenkämpferin und Hürdenläuferin

### Ab 2001
- Marie-Julie Bonnin (* 2001), Stabhochspringerin
- Adam Siao Him Fa (* 2001), Eiskunstläufer
- Paul Hennequin (* 2002), Radrennfahrer
- Tom Lacoux (* 2002), Fußballspieler